# Adolf Fredric Christiernin

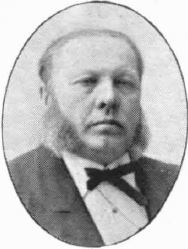
Adolf Fredric Christiernin.

Adolf Fredric Christiernin, född 8 december 1832 i Borås, död 21 maj 1905 i Sundsvall, var en svensk läkare.
Christiernin blev student vid Uppsala universitet 1852, examinerades i kirurgie magisterexamens första avdelning 1857 och blev medicine licentiat vid Karolinska institutet i Stockholm 1864. Han blev läkare vid vattenkuranstalten i Sundsvall 1864 samt var stadsläkare där 1870–1880, läkare vid kronohäktet där 1878–1888 och lasarettsläkare där 1881–1898.
Christiernin var ledamot av Sundsvalls stadsfullmäktige 1871–1898 och av Västernorrlands läns landsting 1872–1886. Han visade stort intresse för tillkomsten av barnsjukhus och barnbördshus i Sundsvall och på hans initiativ gjordes förarbeten och insamlades fonder för dessa ändamål. Han var även initiativtagare till pauvres honteux-stiftelsen och stiftade Gustav Adolfs-föreningen, med syfte att dels åstadkomma en staty av stadens grundare Gustav II Adolf, dels bedriva välgörande verksamhet.